# Pradera del Alto Veld
La pradera del Alto Veld es una ecorregión de la ecozona afrotropical, definida por WWF, y que se extiende, en parte, por la meseta del Alto Veld.

## Descripción
Es una ecorregión de pradera de montaña que ocupa una extensión de 186.200 kilómetros cuadrados, repartidos entre el centro-este de Sudáfrica y el oeste de Lesoto. Limita al norte con la sabana arbolada de África austral, al este y al sur con los montes Drakensberg, y al oeste con el Kalahari y el Karoo.

## Flora
el bioma prevalente es la pradera especialmente en Highveld donde la flora predominante son los pastos, los arbustos bajos y las acacias principalmente las espinas blancas y camel. 
La vegetación es más escasa hacia el noroeste, debido a las bajas precipitaciones de lluvia.

## Fauna
La ecorregión es rica en especies de aves y mamíferos, pero pobre en reptiles debido a su clima frío.
Entre los grandes mamíferos, alberga varias especies que son raras en el resto del África meridional: la hiena parda (Parahyaena brunnea), la civeta africana (Civettictis civetta), el leopardo (Panthera pardus), el antílope sable (Hippotragus niger), el pangolín de Temminck (Manis temminckii), el ratel (Mellivora capensis), la comadreja de cuello blanco (Poecilogale albinucha), el lobo de tierra (Proteles cristatus), el oribi (Ourebia ourebi) y la cebra de Hartmann (Equus zebra hartmannae). Otros grandes mamíferos, como el ñu de cola blanca (Connochaetes gnou) y el rinoceronte blanco
Herds of large mammals, including black wildebeest (Connochaetes (Ceratotherium simum), fueron exterminados por los primeros colonos.
Entre los reptiles, destacan el cocodrilo del Nilo (Crocodylus niloticus), la pitón de Seba (Python sebae) y dos especies de varano: el varano del Nilo (Varanus niloticus) y Varanus albigularis.

## Endemismos
- el ratón Mus orangiae
- la alondra de Botha (Spizocorys fringillaris)
- el lagarto Cordylus giganteus
- el agámido Agama distanti

## Estado de conservación
En peligro crítico. 
El hábitat de pradera original sólo se conserva en reservas naturales, pero incluso éstas se están degradando. El estado actual de fragmentación del ecosistema, junto con los cambios previstos para los próximos años pueden llevar a la extinción a algunos animales grandes, como la grulla del paraíso (Anthropoides paradisea).
Grandes extensiones están dedicadas a la agricultura, que, junto con la ganadería, los incendios, la urbanización, la minería y la reforestación con especies exóticas han provocado la fragmentación del hábitat.

## Protección
Sólo el 0,5 % de la ecorregión se encuentra protegido. Las principales áreas protegidas son:
- Reserva Natural de Valei
- Reserva Natural de Nooitgedacht Dam
- Reserva Natural de Bronkhortspruitdam
- Reserva Natural de Vaal Dam
- Reserva Natural Willem Pretorius
- Reserva Natural de Rustfontein Dam
- Reserva Natural de Koppies Dam
- Parque de Caza de Ermelo